# Хан Сяндзъ
Хан Сяндзъ (на китайски: 韓湘子, hán xiāng zi) е китайски философ, ученик на патриарха Лю Дунбин и е един от Осемте Безсмъртни в даоския пантеон. Той е млад флейтист, предпочел да изучава магьосничеството пред гражданските дела.
Роден е в периода на династията Тан и наречен Цинфу (на китайски: 清夫, qīng fū). Племенник или внук на знаменития държавен деятел и поет Хан Юй (768 – 824). Хан Сяндзъ напуснал работата си като чиновник в правителството и тръгнал да търси истината в дао.
Хан Сяндзъ ходил навсякъде с вълшебната си флейта, бил с весел нрав и от музиката на флейтата му всичко наоколо разцъфтявало. Счита се за покровител на флейтистите. Умеел да превръща водата във вино и да отглежда цветя през зимата. Изобразен е като красив младеж, който свири на флейта.